# Gelozie
Gelozia este un sentiment sau o emoție chinuitoare și obsedantă provocată de bănuiala sau certitudinea că ființa iubită îi este necredincioasă. Ea mai poate fi un sentiment amestecat cu invidie, pizmă, sau teamă de a fi depășit în realizările obținute.
Chiar și copii pot să fie geloși sau invidioși, pe un frate preferat de părinți, sau pe un școlar mai bun.
Sentimentul apare mai intens la acele persoane care revendică faptul că ar fi proprietarul celeilalte persoane care vrea să-l părăsească. Scene de gelozie sunt provocate la unii frecvent de un flirt sau un dans. Femeile în general sunt geloase pe fapte închipuite sau reale de necredință de natură emoțională. Pe când bărbații sunt geloși de regulă pe fapte închipuite sau reale de necredință de natură sexuală.  Un exemplu clasic de gelozie îl întâlnim în opera lui Verdi, Otello.
Atunci când acest sentiment atinge cote patologice, avem de-a face cu gelozia delirantă sau sindromul Othello.
François de la Rochefoucauld explica astfel deosebirea între gelozie și invidie:
Într-o anumită măsură, gelozia este de înțeles, deoarece nu încearcă decât să păstreze un bun care ne aparține, sau despre care credem că ne aparține; în schimb, invidia este mânia de a nu putea suferi bunul altora.